# Miguel Ángel Robles
Miguel Ángel Robles (San José de la Esquina, 1928-Rosario, 16 de agosto de 2017) fue un comerciante y político argentino del Partido Justicialista. Se desempeñó como vicegobernador de la provincia de Santa Fe entre 1991 y 1995, siendo además diputado nacional (1995-1999) y brevemente  senador nacional por la misma provincia en 2001, entre otros cargos.

## Biografía
Nació en 1928 en San José de la Esquina (departamento Caseros, provincia de Santa Fe). Siendo joven, en 1947 se afilió al entonces Partido Peronista y en 1969 se radicó en Villa Constitución (departamento Constitución) como vendedor de máquinas de escribir). En el sector privado, se dedicó a la ferretería industrial, fue presidente de una entidad bancaria y del Centro Comercial, Industrial y de la Producción de Villa Constitución.
En 1973, fue designado secretario de Gobierno de la municipalidad de Villa Constitución y luego pasó a trabajar en el Ministerio de Bienestar Social de la provincia de Santa Fe, en la gestión del gobernador Carlos Sylvestre Begnis, hasta el golpe de Estado de 1976.
En 1987, fue elegido a la Cámara de Senadores de la Provincia de Santa Fe por el departamento Constitución. En las elecciones provinciales de 1991, fue elegido vicegobernador de Santa Fe, acompañando a Carlos Reutemann en el sublema «Creo en Santa Fe» del Frente Justicialista Popular. El sublema obtuvo el 70,28 % dentro del lema justicialista y con la suma de sublemas resultó victorioso ante la fórmula radical Horacio Usandizaga-Carlos Alberto Fabrissín.
Fue elegido convencional constituyente para la reforma constitucional de 1994, siendo vocal en las comisiones de Coincidencias Básicas; de Nuevos Derechos y Garantías; y de Régimen Federal, sus Economías y Autonomía Municipal. En las elecciones legislativas de 1995, fue elegido diputado nacional por Santa Fe. Tras finalizar su mandato, se desempeñó en el directorio del Ente Regulador de Servicios Sanitarios de la provincia de Santa Fe.
En agosto de 2001 asumió como senador nacional por Santa Fe, en reemplazo de Carlos Delcio Funes, quien había fallecido y quien a su vez reemplazaba a Arturo Rolando di Pietro (también fallecido) y a Carlos Reutemann (elegido gobernador), quien había iniciado el período en 1995. Finalizó su mandato en diciembre de 2001.
Tras su paso por el Senado no volvió a ocupar cargos públicos, aunque continuando su militancia en el justicialismo. Falleció en Rosario en agosto de 2017 a los 89 años.